# Буа, Сесиль
Сесиль Буа (фр. Cécile Bois; род. 26 декабря 1971, Таланс) — французская актриса.

## Биография
Родилась в семье учителя и преподавательницы парикмахерского искусства. Увлеклась театром во время учёбы в лицее. В 1987 году поступила в Бордосскую консерваторию, но в следующем году бросила учёбу, чтобы присоединиться к любительской труппе Théâtre en vrac («театр без упаковки»), гастролирующей в Жиронде. В 1991 году перебралась в Париж, где помимо театра начала карьеру в кино и на телевидении. В 1993 году снималась в фильме Клода Берри «Жерминаль», в 1995 получила роль Анжелики в новой постановке Робера Оссейна «Анжелика, маркиза ангелов» на сцене Парижского дворца спорта. Было дано 130 спектаклей, принесших актрисе известность.
В дальнейшем, в основном, участвовала в телевизионных постановках, в том числе в сериалах «Наварро», «Мегрэ», «Ариан Ферри». В 2007 году играла одного из главных персонажей в телефильме «Двойник Агаты», а с 2013 года исполняет главную роль в популярном телесериале «Кандис Ренуар».
Состоит в отношениях с актёром Жан-Пьером Микаэлем. Имеет двух дочерей.

## Фильмография

### Кино
- 1990 — Развлечения частной жизни / I divertimenti della vita privata (реж. Кристина Коменчини)
- 1991 — Обретая себя / Becoming Colette (реж. Дэнни Хьюстон)
- 1992 — Летние прогулки / Promenades d'été (реж. Рене Фере) — Изабель
- 1993 — Жерминаль / Germinal (реж. Клод Берри) — Сесиль Грегуар
- 1993 — Чужое место / La Place d’un autre (реж. Рене Фере) — Мари
- 1995 — Лаки Панч, наставник в боксе / Lucky Punch, le montreur de boxe (реж. Доминик Ладож) — Камилла Дзекка
- 1996 — Дакан / Dakan (реж. Мохамед Камара)
- 1998 — Это не мешает чувствам / Ça n’empêche pas les sentiments (реж. Жан-Пьер Жаксон) — Элиана
- 1998 — Жена итальянца / La Femme de l’Italien (реж. Микаэль Перротта) — Клер
- 2000 — Король танцует / Le roi danse (реж. Жерар Корбьо) — Мадлен
- 2000 — Роман с Люлю / Le Roman de Lulu (реж. Пьер-Оливье Скотто) — Жюдит
- 2001 — Большая жизнь! / La Grande Vie ! (реж. Филипп Дажу) — Корали
- 2004 — Грустные слова / Les Mots bleus (реж. Ален Корно)
- 2009 — Трезор / Trésor (реж. Клод Берри и Франсуа Дюпейрон) — Вероника

### Телевидение
- 1993 — Ночной охотник / Le Chasseur de la nuit (телефильм, реж. Жак Ренар) — Амели
- 1995 — Наварро / Navarro (реж. Жерар Маркс), эпизод «Мусорщики» / Les chiffonniers de l'aube — Агнес Стейнер
- 1995 — Сын флика / Fils de flic (телефильм, реж. Игаль Ниддам) — Катя Сервен
- 1996 — Эльзасцы, или Две Матильды / Les Alsaciens ou les Deux Mathilde (мини-сериал, реж. Мишель Фавар) — Матильда
- 1997 — Суп с дикими травами / Une soupe aux herbes sauvages (телефильм, реж. Ален Бонно) — Жюстина
- 1999 — Дом Алексины / La Maison d'Alexina (телефильм, реж. Мехди Шареф) — Алексина
- 1999 — Вожатые / Les monos, эпизод «Свора» / La meute — Сесиль
- 2000 — Мегрэ / Maigret, эпизод «Мегрэ у богачей» / Maigret chez les riches (реж. Дени Гранье-Дефер и Пьер Жоассен) — мадемуазель Ваг
- 2001 — Матье Коро / Mathieu Corot, эпизод «Преданный смерти» / Mise à mort — Диана
- 2001 — Воскресение / Resurrezione (телефильм, реж. братья Тавиани) — Мариэтта
- 2002 — Женщины на службе закону / Femmes de loi, эпизод «Любовный долг» / Dette d'amour — Ванесса
- 2002 — Большой начальник / Le grand patron, эпизод «Дело совести» / Cas de conscience — Бетти Моклер
- 2003 — Место среди живых / Une place parmi les vivants (телефильм, реж. Рауль Руис) — Сабина
- 2003 — Жозефина, ангел-хранитель / Joséphine, ange gardien, эпизод «Начинать с начала» / Compteur à zéro (реж. Анри Эльман) — Сандрин
- 2004 — Семья Кордье, судья и флик / Les Cordier, juge et flic (телесериал), эпизод «Мертвое время» / Temps mort — Аньес Легарек
- 2004 — Ариан Ферри / Ariane Ferry (мини-сериал, реж. Жерар Кюк) — Ариан Ферри
- 2004 — Я всегда буду рядом с тобой / Je serai toujours près de toi (телефильм, реж. Клаудио Тонетти) — Жюлиана
- 2005 — Спаситель Джордано / Sauveur Giordano, эпизод «Предполагаемый виновник» / Présumé coupable (реж. Патрик Пюбель) — Каролин Люка
- 2005 — Великолепная семья / Une famille formidable (телесериал, реж. Жоэль Сантони) — Мари-Софи
- 2006 — Мари Бенар, отравительница / Marie Besnard, l'empoisonneuse (телефильм, реж. Кристиан Фор) — метр Шанталь Жакмен
- 2006 — Свалившийся с неба / Tombé du ciel (мини-сериал, реж. Стефан Капп) — Флоранс
- 2007 — Двойник Агаты / Agathe contre Agathe (телефильм, реж. Тьерри Бинисти) — Агата Вердье
- 2008 — Жить одной / La vie à une (телефильм, реж. Фредерик Обюртен) — Элиза Монсо
- 2008 — Группа идентификации / Cellule identité (мини-сериал, реж. Симон Яблонка и Жан-Марк Рудницки)
- 2008 — Кемпинг Парадиз / Camping Paradis, сезон 1, эпизод 2 — Жюли
- 2008 — Адрес неизвестен / Adresse inconnue (телесериал, реж. Родольф Тиссо) — Изабель Шанбрие
- 2009 — Да здравствуют каникулы! / Vive les Vacances ! (мини-сериал, реж. Стефан Капп) — Сесиль
- 2009 — Слепой, но не слишком / Aveugle mais pas trop (телефильм, реж. Шарлотта Брандстрём) — Нинон
- 2009 — Алис Невер, женщина-следователь / Alice Nevers, le juge est une femme, сезон 7, эпизод 1 — Стефани Моро
- 2010 — Конец любви / Le Désamour (реж. Даниель Жанно) — Шарлотта
- 2010 — Обвиняемый Мендес-Франс / Accusé Mendès France (телефильм, реж. Лоран Эйнеман) — жена Лепретра
- 2011 — Спасибо, начальник / Merci patron (телефильм, реж. Пьер Жоассен) — Никки
- с 2013 — Кандис Ренуар / Candice Renoir (телесериал, реж. Кристоф Душан и Никола Пикар-Дрейфюс) — Кандис Ренуар
- 2014 — Ришельё, пурпур и кровь / Richelieu, la Pourpre et le Sang (телефильм, реж. Анри Эльман) — Анна Австрийская
- 2015 — Против всех / Envers et contre tous (телефильм, реж. Тьерри Бинисти)
- 2017 — Убийства в Сарла / Meurtres à Sarlat (телефильм, реж. Дельфина Лемуан) — Клер Дальма
- 2018 — Ты будешь жить, дочка / Tu vivras ma fille (телефильм, реж. Габриэль Агьон) — Натали Эльбас
- 2019 — Суд совести / Examen de conscience (телефильм, реж. Оливье Барма) — Каролина

## Театр
- 1990 — Заппинг, одиночество, приемная / Zapping, solitude, parloir Парика Кайо, постановка автора
- 1991 — Вольпоне / Volpone Жюля Ромена, реж. Робер Фортюн, театр Ла-Порт-Сен-Мартен
- 1995 — Анжелика, маркиза ангелов / Angélique, marquise des anges , по роману Анн и Сержа Голон, реж. Робер Оссейн, Парижский Дворец спорта
- 2001 — Мышеловка / La Souricière Агаты Кристи, реж. Жерар Мулеврье, театр Елисейских Полей
- 2008 — Авиньонские девицы / Les Demoiselles d'Avignon Хайме Салома, реж. Жан-Пьер Дравель и Оливье Масе, театр Рив Гош